# لوس موچیس
لوس موچیس (به اسپانیایی: Los Mochis) از شهرهای کشور مکزیک است که در ایالت سینالوآ قرار دارد و جمعیت آن طبق سرشماری سال ۲۰۱۰ میلادی ۲۵۶٬۶۱۳ نفر بوده است.